# Hoheup
Hoheup (호흡?), noto anche con il titolo internazionale Clean Up, è un film del 2019 scritto e diretto da Kwon Man-ki.

## Trama
Dopo la morte di suo figlio, Jung-ju è caduta in uno stato di depressione, soprattutto per il fatto che la morte del ragazzo non è mai stata completamente chiarita. Jung Ju trova un impiego come donna delle pulizie, tuttavia un giorno scopre che tra i suoi colleghi è presente anche Min-gu, ex-detenuto legato al tragico evento che l'aveva fatta tanto soffrire.

## Distribuzione
In Corea del Sud la pellicola ha goduto di una distribuzione a livello nazionale, a partire dal 19 dicembre 2019.